# Claus Flensborg
Claus Flensborg (* 2. Oktober 1976 in Randers) ist ein ehemaliger dänischer Handballspieler, der zumeist auf Rückraum rechts eingesetzt wurde.
Der 1,94 m große Linkshänder begann seine Laufbahn bei Randers HK. Von dort wechselte er in die Schweizer Nationalliga A nach Zürich. Im Frühjahr 1997 verpflichtete ihn Bjerringbro-Silkeborg. Nach zwei Spielzeiten schloss er sich KIF Kolding an, mit dem er 2001, 2002, 2003 und 2005 Dänischer Meister sowie 2002 und 2005 Pokalsieger wurde. International erreichte er das Halbfinale im Europapokal der Pokalsieger 1999/2000 und in der EHF Champions League 2001/02, das Viertelfinale in der Champions League 2002/03 sowie das Achtelfinale in der Königsklasse in den Spielzeiten 2003/04 und 2004/05. Im Jahr 2002 wurde er zu Dänemarks Handballer der Jahres gewählt. 2005 wechselte er zu GOG Svendborg TGI, mit dem er 2006 den Pokal und 2007 die Meisterschaft gewann. Mit GOG kam er im EHF-Pokal 2005/06 ins Viertelfinale und in der EHF Champions League 2006/07 ins Achtelfinale.
Mit der Dänischen Nationalmannschaft gewann Flensborg bei der Europameisterschaft 2002 die Bronzemedaille. Er bestritt 81 Länderspiele, in denen er 122 Tore erzielte.
Claus Flensborg arbeitet seit 2010 als Administrative Director am Business Kolding Institute.